# Mimosybra fergussoni
Mimosybra fergussoni es una especie de escarabajo del género Mimosybra, familia Cerambycidae. Fue descrita científicamente por Breuning en 1970.
Se distribuye por Papúa Nueva Guinea. Posee una longitud corporal de 9,5 milímetros. El período de vuelo de esta especie ocurre en los meses de septiembre, octubre, noviembre y diciembre.